# Hyfopodium

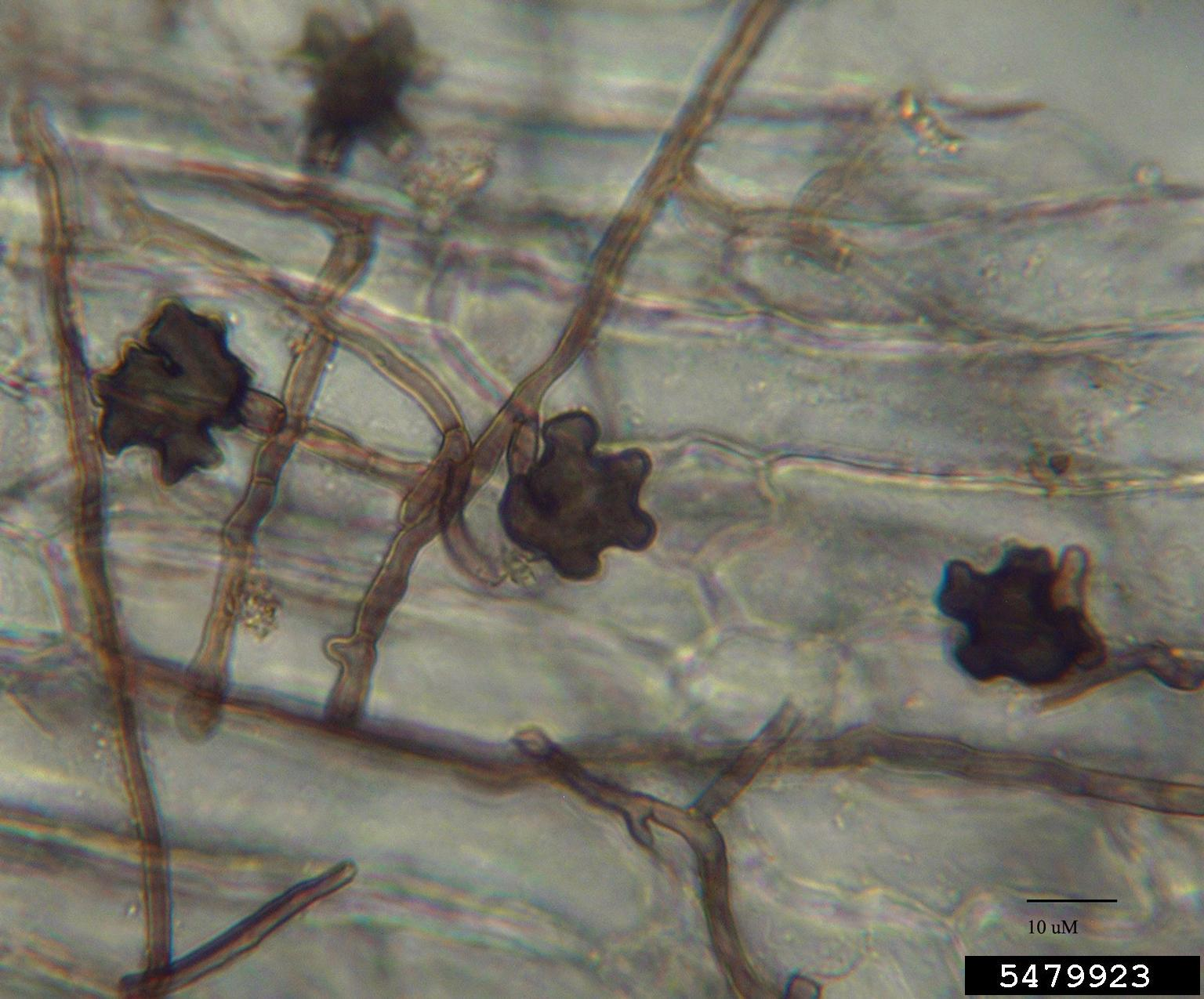
Strzępki i 4 hyfopodia Gaeumannomyces graminis

Hyfopodium (l. mn. hyfopodia) – rodzaj strzępki u grzybów. Jest to jedno- lub dwukomórkowe rozgałęzienie grzybni powietrznej. Występuje np. u grzybów z rodzajów Gaeumannomyces i Phialophora.
Hyfopodia pełnią podobną rolę jak appressoria i podkładki infekcyjne. Wydzielają kleistą substancję, za pomocą której wytwarzana przez kiełkujący zarodnik strzępka rostkowa przymocowuje się do podłoża. Substancja ta zawiera polisacharydy i glikoproteiny. Ponadto appressoria i hyfopodia wytwarzają wysokie ciśnienie osmotyczne (do 8 MPa) ułatwiające proces przebicia kutykuli zaatakowanej rośliny.